# 虎頭山 (地名)
虎頭山，是台灣屏東縣恆春鎮的一個傳統地域名稱，位於該鎮北半葉的北部中央地帶。相較於今日行政區，其範圍大致為仁壽里不含東南部及省道台26線以西地區。
本地區境內主要聚落為虎頭山（頂虎頭山）、下虎頭山、頂城仔、竹城仔、下城仔。

## 歷史
台灣日治初期，虎頭山地區為一街庄，稱為「虎頭山庄」（舊制街庄），隸屬於仁壽里。該庄昔日北邊及東邊北段與保力庄為鄰，東邊其餘部分及南邊與網紗庄為鄰，西邊為貓仔坑庄。
1901年（日治明治三十四年）11月11日，全台廢縣廳改設二十廳，該庄隸屬於恆春廳。1904年（明治三十七年）5月1日，該庄編入「虎頭山區」，隸屬於恆春廳。1909年（明治四十二年）10月25日，全台合併二十廳為十二廳，虎頭山區改隸屬於阿緱廳。1920年（大正九年）10月1日，全台地方制度大改正，廢十二廳改設五州二廳，該庄改制為「虎頭山」大字，隸屬於高雄州恆春郡恆春庄（新制街庄）。1940年（昭和十五年）6月17日，恆春庄改制為恆春街。
戰後恆春街改制為恆春鎮，隸屬於高雄縣，大字亦改制為里。1950年（民國39年）10月1日，高、屏分治，恆春鎮改隸屬於屏東縣。
相較於今日行政區，本地區的範圍大致為仁壽里不含東南部及省道台26線以西地區。

## 聚落
本地區發展較早的聚落為虎頭山（頂虎頭山），在日治期初期的官方地圖上已有記載。此外，本地區尚有頂城仔、竹城仔、下城仔、下虎頭山等聚落。

## 交通
省道台26線是楓港至達仁的幹道，路線呈U字形，目前並未全線通車，其主要通車路段（楓港至港口）經過本地區西部部邊界地帶。由該道路北行可前往車城鄉、枋山鄉，並止於楓港地區的省道台9線路口；南行可前往恆春鎮恆春市區、恆春鎮南部、滿州鄉東南部，並止於港口地區茶山聚落旁的縣道200甲線終點路口。
鄉道屏151線是海口至竹城仔的道路，其南側端點（終點）位於本地區西部邊界地帶、竹城仔聚落西郊的省道台26線路口，由此向北北西行，會經過本地區的下城仔聚落西側。